# Battista Santhià
Battista Santhià (Santhià, 17 marzo 1898 – 9 novembre 1988) è stato un politico e dirigente d'azienda italiano.

## Biografia
Nato nel vercellese da una famiglia di contadini, emigra da giovanissimo a Torino, dove si distingue per il suo attivismo antimilitarista e socialista e per la capacità di agitare le fabbriche, venendo arrestato una prima volta il 2 settembre 1916.
Subito dopo la prima guerra mondiale, contribuisce a fondare insieme ad Antonio Gramsci la rivista L'Ordine Nuovo su spinta della sezione piemontese del PSI di sinistra, divenendo la voce delle fabbriche di quel territorio. Nel 1921 segue la Scissione di Livorno di Gramsci ed entra nel neonato PCd'I. Dopo aver subito un secondo arresto nel 1922 e aver lavorato brevemente come tecnico delle ferrovie, si trasferisce per un anno a Lione nel 1923. Torna a Torino e fonda la FIOM, riorganizzando la lotta operaia nelle fabbriche. il 25 gennaio 1932 il Tribunale speciale lo condanna a 17 anni di carcere, trascorrendone quasi 12 in vari istituti di pena.
Già dal giorno stesso della Liberazione d'Italia diventa commissario presso la FIAT per ordine del CLN piemontese, diventando subito dirigente dei servizi sociali dell'azienda: verrà licenziato nel 1951 ufficialmente in quanto comunista, generando una certa eco mediatica. Sempre dal 1946 al 1951 sarà consigliere comunale nella città di Torino.
Una volta licenziato dalla FIAT, si trasferisce a Roma e negli anni '50 fa parte del comitato centrale del PCI. Negli anni '60 torna in Piemonte per dirigere la sezione locale del partito, senza voler entrare nel parlamento nazionale.

### Vita privata e famiglia
Suo fratello Giuseppe "Notu" (1897 - 1987) è stato sindaco di Santhià dal 1945 al 1965.